# Управа за сарадњу с дијаспором и Србима у региону
Управа за сарадњу с дијаспором и Србима у региону је орган управе у саставу Министарства спољних послова Републике Србије. Директор од 26. новембра 2020. године је Арно Гујон.

## Оснивање
Управа за сарадњу с дијаспором и Србима у региону као део Министарства спољних послова републике Србије формирана је Законом о министарствима 2014. године.

## Организација
Канцеларијом руководи директор, кога поставља Влада Републике Србије на пет година, на предлог председника Владе.
За првог директора Канцеларије, 2. новембра 2012, изабрана је др Славка Драшковић.

## Надлежности
Управа за сарадњу с дијаспором и Србима у региону, као орган управе у саставу Министарства спољних послова, обавља послове државне управе и стручне послове који се односе на: праћење положаја држављана Републике Србије који живе изван Републике Србије; подршку процесу побољшања услова за остваривање бирачког права држављана Републике Србије који живе у иностранству; помоћ у очувању и развоју духовне, националне и културне самобитности српског народа изван Републике Србије; побољшање веза исељеника, држављана Републике Србије који живе у иностранству и њихових организација с Републиком Србијом; информисање исељеника, држављана Републике Србије у иностранству, о политици Републике Србије; помоћ у процесу укључивања исељеника, лица српског порекла, лица пореклом из Србије и држављана Републике Србије који живе у иностранству у политички, економски и културни живот Републике Србије и њихов повратак у Републику Србију, као и друге послове одређене законом.
Влада Републике Србије је 21. јануара 2011. године усвојила Стратегију очувања и јачања веза матичне државе и дијаспоре, као и матичне државе и Срба у региону (Службени гласник РС”, бр .4/11 и 14/11), која је објављена 28. јануара 2011. године у Службеном гласнику Републике Србије. Републици Србији потребна је стратегија у домену очувања и јачања односа матичне државе и дијаспоре, као и матичне државе и Срба у региону. Она треба да служи као кључни документ којим ће се одређивати правац очувања и јачања односа матичне државе и дијаспоре, као и матичне државе и Срба у региону. Oвом стратегијом Република Србија настоји да обезбеди адекватне материјалне, социјалне и политичке услове за успешан развој и очување српског језика, ћириличког писма, културе и идентитета наших држављана и сународника који живе и раде изван граница Републике Србије. Основни циљ доношења овог документа јесте успостављање и очување континуитета у очувању и јачању односа матичне државе и дијаспоре, као и матичне државе и Срба у региону.
Оснивачком уредбом Владе Републике Србије утврђен је делокруг рада и начин уређења Канцеларије. Она спроводи:
- стручне послове за потребе Владе и надлежних министарстава, који се односе на праћење положаја држављана Републике Србије који живе изван матице,
- подршку процесу побољшања услова за остваривање бирачког права и помоћ у очувању и развоју духовне, националне и културне самобитности српског народа изван Републике Србије,
- побољшање веза исељеника и њихових организација с Републиком Србијом,
- информисање расејаних лица о политици Републике,
- помоћ у процесу укључивања исељеника, лица српског порекла, лица пореклом из Србије и држављана Републике Србије који живе у иностранству, у политички, економски и културни живот матице и њихов повратак у Србију.

## Циљеви
- Реализација Стратегије очувања и јачања односа матичне државе;
- Унапређење рада Скупштине дијаспоре и Срба у региону;
- Укључивање дијаспоре у пројекте улагања у мала и средња предузећа;
- Посредовање у процесу отклањања административних баријера за укључење дијаспоре у привредни живот Србије;
- Подстицање Срба ван граница Србије да се укључе у политички живот земаља у којима живе;
- Очување српског језика међу припадницима дијаспоре кроз мапирање свих школа у дијаспори, помоћ у отварању нових и осавремењивање начина учења;
- Израда конвергентног портала према дијаспори;
- Унапређење културне, економске и сваке друге сарадње, уз коришћење потенцијала које српска дијаспора има у људству;
- Представљање дијаспоре у матици и подизање свести о значају дијаспоре за општи напредак матице;
- Подизање и очување угледа Србије и Срба у свету – борба против антисрбизма;

Законом о министарствима из 2014. године, Канцеларија за сарадњу с дијаспором и Србима у региону је укинута и уместо ње формирана је Управа за сарадњу с дијаспором и Србима у региону.

## Програмске активности
Програм Сарадња с дијаспором и Србима у региону реализује се на основу Закона о дијаспори и Србима у региону Архивирано на веб-сајту  (7. јануар 2013) путем две програмске активности:
1. Заштита права и интереса припадника дијаспоре и Срба у региону
2. Очување културног и језичког идентитета дијаспоре и Срба у региону